# Экономика Бенина
Бенин — слаборазвитое аграрное государство, относящееся к числу наименее развитых стран мира.

## Сельское хозяйство
В сельском хозяйстве занята половина трудоспособного населения, оно даёт 36,3 % ВВП. Главная экспортная культура — хлопок. Выращивают также ананасы, бананы, кофе «робуста». Для внутреннего потребления выращиваются кукуруза (842 тыс. т), манго, маниок (3,1 млн т), овощи, просо, рис (64,7 тыс. т), сорго (163,8 тыс. т) и ямс (2,2 млн т).

## Промышленность
В промышленности занята незначительная часть трудоспособного населения, она даёт 13,5 % ВВП. Ведётся добыча золота, мрамора и известняка. На побережье начата добыча нефти. Обрабатывающая промышленность представлена в основном предприятиями по переработке сельскохозяйственного сырья. Имеются текстильные фабрики, заводы пищевой промышленности и по производству цемента.

## Транспорт
Аэропорты
- всего — 6 (2013)[6], в том числе:
  - с твёрдым покрытием — 1
  - без твёрдого покрытия — 5

Автомобильные дороги
- всего — 16 000 км (2006)[6], в том числе:
  - с твёрдым покрытием — 1400 км
  - без твёрдого покрытия — 14 600 км

Железные дороги
- всего — 438 км (2014)[6]

## Торговля
- Экспорт: $2,047 млрд (2006)[6]
- Статьи экспорта: хлопок, орехи кешью, морепродукты
- Партнёры по экспорту: Китай 27 %, Индия 21,7 %, Ливан 8,4 %, Нигер 5 %, Нигерия 4,5 % (2006)
- Импорт: $2,646 млрд (2006)[6]
- Статьи импорта: продовольствие, топливо, машины и оборудование
- Партнёры по импорту: Китай 30,2 %, Алжир 25,1 %, США 6,8 %, Индия 4,6 %, Таиланд 4,4 %, Малайзия 4,3 % (2014)

Входит в международную организацию стран АКТ.